# Доктор Ксабарас
Доктор Ксабарас је 1. епизода стрип серијала Дилан Дог. Објављена је у бившој Југославији као специјално издање Златне серије у издању Дневника из Новог Сада у августу 1987. године. Коштала је 360 динара, одн. 0,46 $. За насловну страницу узета је оригинална насловна страница, коју је нацртао Клаудио Вила (касније прешао да у оквиру Бонелија црта Текс Вилера.)

## Оригинална епизода
Име оригиналне епизоде било је L'alba dei monti vivendi (Зора живих мртваца). Објављена је у октобру 1986. Епизоду је нацртао Анђело Стано, а сценарио написао Тицијано Склави.

## Кратак садржај
Сибил Браунинг маказама убија свог мужа Џона Браунинга. Полиција је оптужује за убиство. Силвија се обраћа Дилану Догу за помоћ. Њему објашњава да је муж већ био мртав, те да је те ноћи оживео и хтео да је убије, али да је она убила њега у самоодбрани. Дилан, који је некада радио у полицији, обраћа се свом пријатељу инспектору Блоку и сазнаје да је било још сличних случајева у којима су мртваци  оживели и покушали да убију живе.
Дилан, Гручо и Сибил крећу возом за мало место Андед (енг. undead) у Шкотској, у ком је Џон провео неколико месеци пре своје смрти учествујућу у научном пројекту који је водио др Ксабарас. У возу срећу др Ксабараса, за кога касније сазнају да је направио серум којим је могуће оживљавати мртве.

## Инспирација филмском уметношћу
Цела прва епизода показује колико су аутори Дилан Дога били инспирисани филмском уметношћу. Тема епизоде је под великим утицајем филмова као што су Night of the Living Dead (1968) и Dawn of the Dead (1978) америчког режисера Џорџа А. Ромера. Главни ликови су такође преузети из филмова. Лик Дилан Дога је највероватније инспирисан британским глумцем Рупертом Еверетом (1959), а лик инспектора Блока глумцем Робертом Морлијем (1908-1992). Име Блок је, вероватно, алузија на име писца Роберта Блока, који је написао књигу по којој је Алфред Хичкок снимио свој чувени филм Психо (1960). Улица у којој живи Дилан носи назив Крејвен Роуд бр. 7, што је асоцијација на Веса Крејвена, чувеног америчког режисера хорор филмова. Диланов главни помоћник је Гручо Маркс, један од јунака филмова о Браћи Маркс. Лик др Ксабараса највероватније је инспирисан ликом др Фредерика Тревса, којег је играо Ентони Хопкинс у филму Човек-слон (1980).
Једино Диланово име није везано за свет филма. Оно је преузето од омиљеног песника Тицијана Склавија -- Дилана Томаса.

## Др Ксабарас као архи-непријатељ
Др Ксабарас је Диланов највећи непријатељ, који ће се појавити у великом броју будућих епизода. Дилан одмах примећује да је Ксабарас анаграм Абракаса, једног од имена ђавола. Порекло Абракаса је неизвесно и има корене у гностичком мистицизму. Када се Дилан сусреће са Ксабарасом у свом дому, то је близу леша који лежи на оперативном столу, указујући на врисак "Ја могу да му вратим живот". Иконографија ове сцене је јасна референца на мит о Франкенштајну. Виктор Франкенштајн је унео нови живот електрошоковима, док Ксабарас користи модернији серум, али од оживелих прави монструме (алузија на филм Re-Animator из 1985. год).

## Репризе ове епизоде
У Србији је ова епизода репризирана први пут 2009. год. у оквиру колекционарске едиције Библиотека Дилан Дог #1, коју је објавио Весели четвртак 20.05.2009. године. У Италији је ова епизода репризирана први пут већ 1990. године. У Хрватској је ова епизода репризирана у издању Либелуса 2012. године, а у С.  Македонији од издавача Мега принт 2005. године.

## Прерада епизоде
Епизода је прерађена (remake) у оквиру едиције Дилан Дог 666 (пост-метеорски циклус) под називом Црна зора. У Италији је објављена 2020. године, а у Србији 2022, најпре у оквиру колекционарског издања Дилан Дог 666 Том 1, а потом и у регуларној едицији као #192.

## Наредна епизода
Наредна епизода изашла је месец дана касније под називом Џек Трбосек.